# Luciano Vendemini
Luciano Vendemini (Sant'Ermete, 11 luglio 1952 – Forlì, 20 febbraio 1977) è stato un cestista italiano.

## Carriera
Originario di Sant'Ermete, frazione a pochi chilometri da Rimini, Vendemini si trasferì giovane alla Pallacanestro Cantù giocando anche in prima squadra dopo un prestito alla Saclà Asti in Serie B.
Nel 1973 fu acquistato dalla Sebastiani Rieti per la cifra 100 milioni di lire, ricevendo nello stesso anno anche la prima convocazione nella nazionale italiana. In terra sabina rimase per tre stagioni, fino a quando passò all'Auxilium Torino.
Morì nel 1977 all'età di 24 anni, stroncato da un improvviso malore al Palasport Villa Romiti di Forlì proprio durante il prepartita della gara fra la squadra locale e quella torinese.. L'inchiesa penale successiva scoprì il giocatore soffriva di una malformazione cardiaca congenita. Diagnosticata nel 1976, fu quantomeno sottovalutata e di cui non fu informata la società Auxilium Torino, ove si trasferì pochi mesi prima di morire.

## Riconoscimenti postumi
A lui è oggi intitolata la sala principale del Palasport Flaminio di Rimini. L'impianto fu inaugurato nel 1977 proprio con un'amichevole disputata fra la Sarila Rimini e la ChinaMartini Torino in memoria di Vendemini.
La sua maglia n.7 fu ritirata dall'Auxilium Torino, sua ultima società.

## Palmarès
- Coppa Korać: 1

Cantù: 1973